# Teodot Rimski
Teodot Rimski, znan tudi kot Teodot Menjalec oziroma Teodot Mlajši, je bil krščanski učitelj in krivoverec * v 2. stoletju, Rim, † v 3. stoletju Rim, Rimsko cesarstvo.

## Življenjepis
Teodot Rimski, imenovan tudi Teodot Menjalec (denarja), je živel in deloval v Rimu. Po poklicu je bil menjalec denarja; zato ga nekateri imenujejo tudi Teodot Bankir. Duhovnik Natalis je med takratnimi preganjanji veliko trpel za vero in je imel zato velik ugled. Spoznavalca Natalisa je torej Teodot pregovoril,  da je sprejel škofovsko čast v njegovem gibanju. Ne samo to: za nemajhno mesečno plačo stopetdeset denarjev je nastopil kot protipapež. Natalis je to čast za nekaj časa sprejel; vendar se je kmalu skesal. Po opravljeni strogi pokori mu je papež Zefirin  odpustil in ga sprejel nazaj v občestvo Cerkve. 

### Učenje
Teodot Rimski je najprej nadaljeval učenje krščanskega heretičnega učitelja Teodota Carigrajskega, t. i. dinamični monarhizem ali adopcionizem, ki je bila precej razširjena herezija. Pozneje je ustanovil ločino melkizedekovstva. Melkizedeka je postavljal nad Kristusa.